# Crazy (EP)
Crazy là EP thứ sáu của nhóm nhạc nữ Hàn Quốc 4minute, được phát hành ngày 9 tháng 2 năm 2015. Bài hát 'Crazy' được sử dụng để quảng bá cho EP này.

## Bối cảnh
Vào ngày 26 tháng 1 năm 2015, Cube Entertainment thông báo rằng nhóm sẽ phát hành trước đĩa đơn "Cold Rain" cho EP này và đưa nó thành bài hát ballad đầu tiên mà nhóm thể hiện. Ngày 29 tháng 1 năm 2015, 4Minute đưa ra thông tin về đĩa đơn thứ hai  'Crazy' và khẳng định là bài hát chủ đề của EP.

## Quảng bá và phát hành
Video âm nhạc của 'Crazy' được đăng tải lên trang Youtube chính thức vào ngày 9 tháng 2 năm 2015.

## Tranh cãi
Theo kết quả đánh giá của KBS, đĩa đơn "Cut it Out" bị cấm trình diễn trên sóng kênh này vì sử dụng từ lóng. Về vấn đề này, Cube Entertainment đã trả lời phỏng vấn của Star News, 'Cut it Out' là một bài hát phụ của album và họ cũng đã lên kế hoạch trình diễn. Chúng tôi đang đàm phán để họ xem xét lại." Cuối cùng, công ty đã đổi lời bài hát khi nhóm trình diễn trên sân khấu.

## Danh sách bài hát
| STT              | Nhan đề                                              | Phổ lời                                             | Phổ nhạc                                      | Arrangement                                   | Thời lượng |
| ---------------- | ---------------------------------------------------- | --------------------------------------------------- | --------------------------------------------- | --------------------------------------------- | ---------- |
| 1.               | "Crazy" (미쳐; Michyo)                               | Seo Jae-woo, Big Ssancho, Son Young-jin, Kim Hyun-a | Seo Jae-woo, Big Ssancho, Son Young-jin       | Seo Jae-woo, Big Ssancho, Son Young-jin       | 03:10      |
| 2.               | "Cut It Out" (1절만 하시죠; Ilcheolman Hasijyo)      | Misfit                                              | Seo Jae-woo, Im Kwang-wook, Ryan Kim, Mistazo | Im Kwang-wook, Ryan Kim, Mistazo, Seo Jae-woo | 03:21      |
| 3.               | "Tickle Tickle Tickle"                               | Kwon So-hyun, rap by Big Ssancho                    | Adam Kulling, Alice Gernandt                  | Adam Kulling, Alice Gernandt                  | 03:05      |
| 4.               | "Stand Out" (눈에 띄네; Nune Ttuine) (feat. Manager) | Big Ssancho, Jenyer                                 | Big Ssancho, Jenyer                           | Big Ssancho, Jenyer                           | 03:39      |
| 5.               | "Show Me"                                            | Big Ssancho, rap by Kim Hyun-a, Kwon So-hyun        | Seo Jae-woo, Son Young-jin, Lee Brian D       | Seo Jae-woo, Son Young-jin, Lee Brian D       | 03:09      |
| 6.               | "Cold Rain" (추운 비; Chuun Bi)                      | Son Young-jin, Jo Sung-ho                           | Son Young-jin, Jo Sung-ho                     | Son Young-jin, Jo Sung-ho                     | 03:39      |
| Tổng thời lượng: | Tổng thời lượng:                                     | Tổng thời lượng:                                    | Tổng thời lượng:                              | Tổng thời lượng:                              | 20:06      |

## Bảng xếp hạng
4Minute đã giành được vị trí thứ 2 trên Billboard World Digital Sales  và thứ 1 trên Billboard World Album Sales. cho EP này.
| Bảng xếp hạng                | Vị trí cao nhất |
| ---------------------------- | --------------- |
| Gaon Weekly album chart      | 2               |
| Gaon Monthly album chart     | 4               |
| Billboard World Albums Chart | 1               |